# Doug Savant
Doug Savant, ameriški filmski in televizijski igralec, * 21. junij 1964, Burbank, Kalifornija, Združene države Amerike.